# Alcaudete de la Jara
Alcaudete de la Jara ist ein Ort und eine zentralspanische Gemeinde (municipio) mit 1.662 Einwohnern (Stand: 2024) in der Provinz Toledo in der Autonomen Gemeinschaft Kastilien-La Mancha.

## Lage und Klima
Alcaudete de la Jara liegt am Nordrand der Montes de Toledo gut 100 km (Fahrtstrecke) westlich von Toledo in einer Höhe von ca. 410 m. Das Klima im Winter ist rau, im Sommer dagegen trocken und warm; der eher Regen (ca. 649 mm/Jahr) fällt – mit Ausnahme der trockenen Sommermonate – übers Jahr verteilt.

## Bevölkerungsentwicklung
| Jahr      | 1970 | 1981 | 1991 | 2001 | 2011 | 2021 |
| Einwohner | 2113 | 1727 | 1410 | 1825 | 2089 | 1644 |

Aufgrund der Mechanisierung der Landwirtschaft und der Aufgabe von bäuerlichen Kleinbetrieben ist die Einwohnerzahl der Gemeinde seit der Mitte des 20. Jahrhunderts zurückgegangen.

## Sehenswürdigkeiten
- Kirche der Unbefleckten Empfängnis (Iglesia de la Immaculada Concepción)

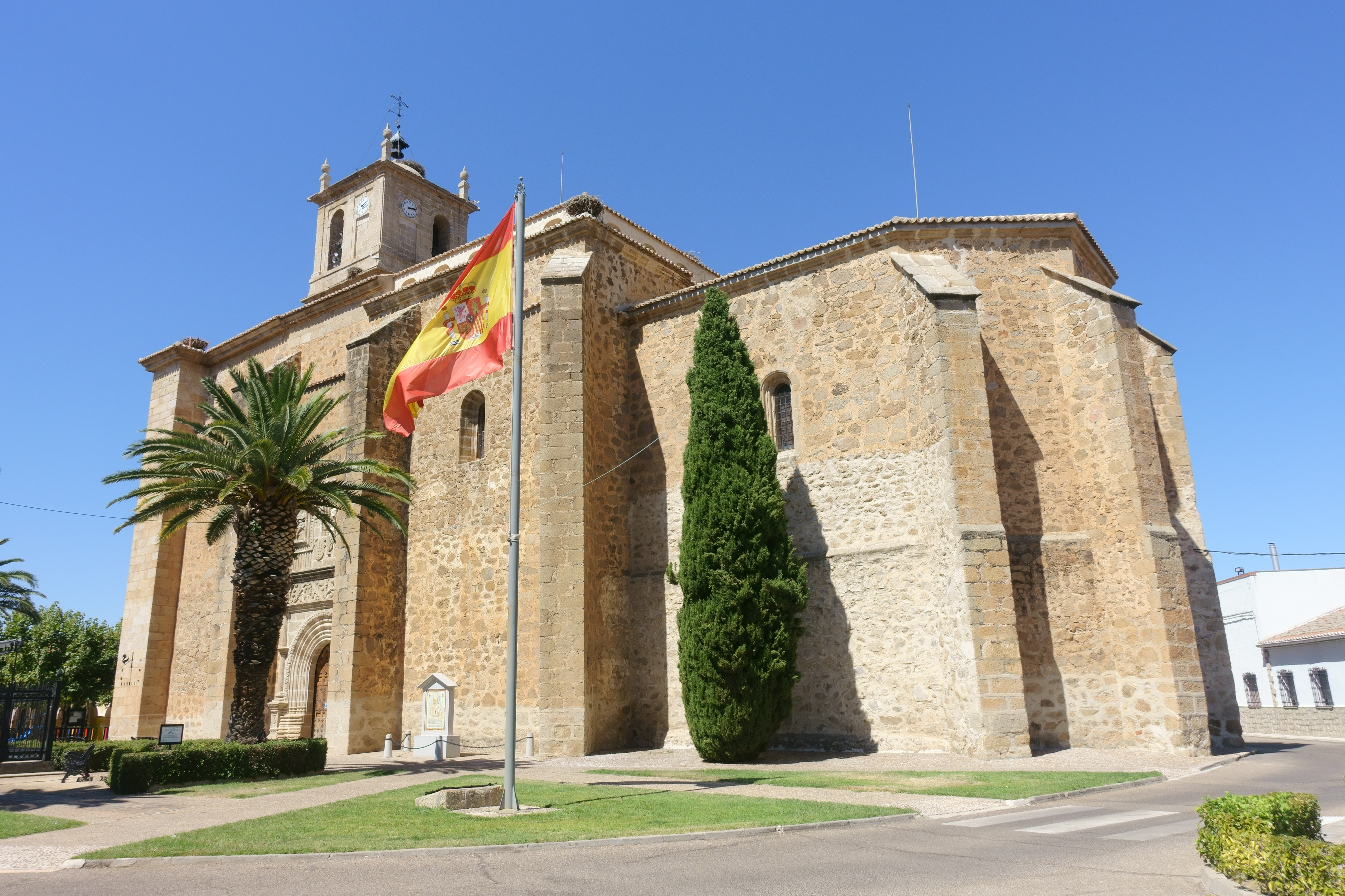
Kirche der Unbefleckten Empfängnis
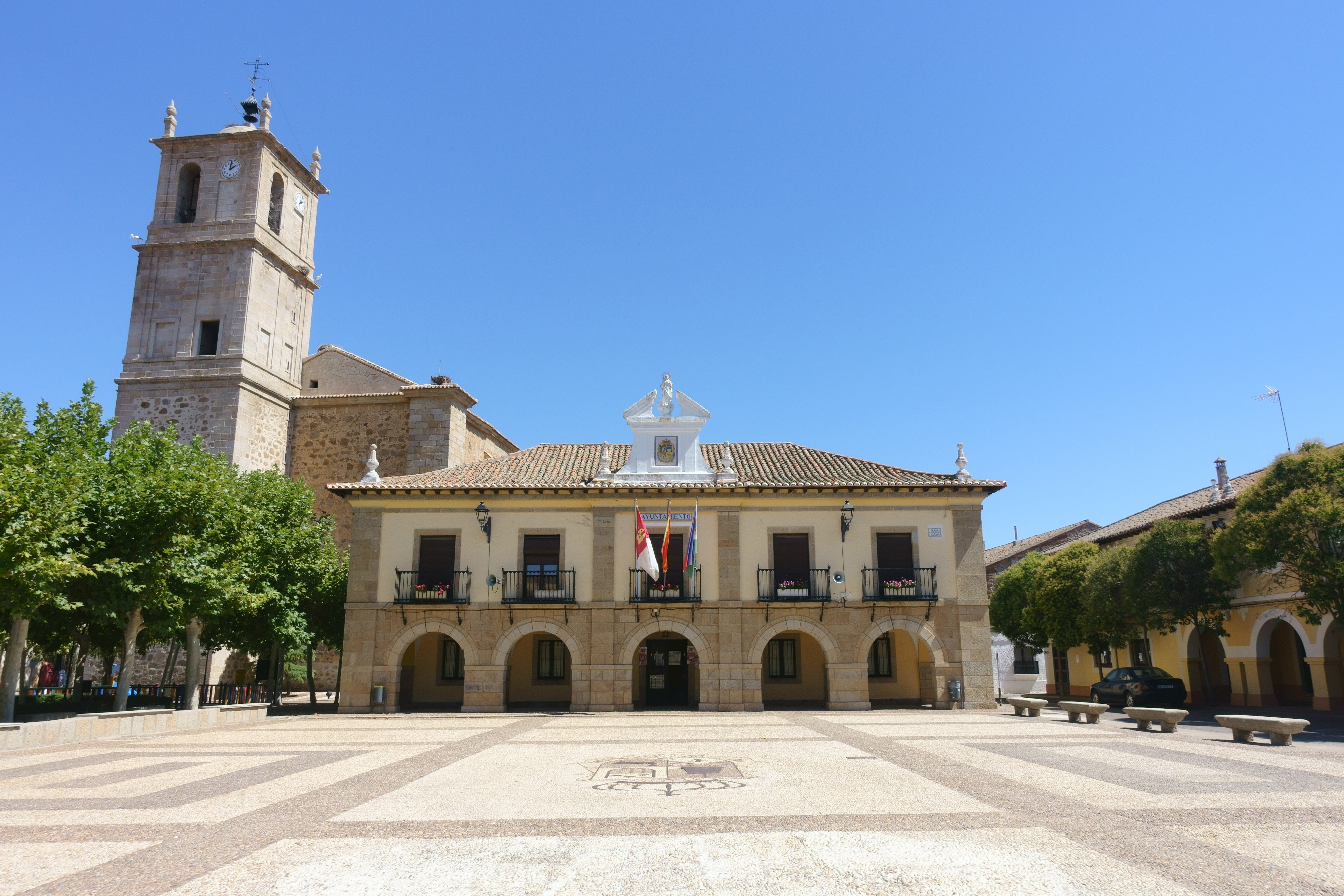
Rathaus